# فالدير أزيفيدو
فالدير أزيفيدو (بالبرتغالية: Waldir Azevedo‏) (27 يناير 1923 في ريو دي جانيرو - 21 سبتمبر 1980 في برازيليا) كان ملحناً برازيلياً.

## حياته
ترعرع فالدير أزيفيدو في مقاطعة بيدادي التابعة لريو دي جانيرو، تعلم في شبابه العزف على آلة الفلوت والإيثار. في سن الثانية والعشرين من عمره تزوج مع أوليندا باروسا. نشر أول أسطوانة له في نهاية عام 1949 مع معزوفة برازيليرينهو التي حققت نجاحا عالميا آنذاك ثم توالت نجاحاته الكبيرة مع معزوفة ديليكادو، قام فيما بعد بجولات عديدة في بلدان العالم وإحياء حفلات فيها. ألف فالدير حوالي 160 قطعة موسيقية وتحصل على أكثر من 70 أسطوانة.
في عام 1971 عاد إلى البرازيل وعاش هناك إلى غاية وفاته عام 1980.

## أعماله
- A tuba do vovô
- A voz do cavaquinho
- Alvoroço
- Amigos do samba
- Arrasta-pé
- Baião do neném
- Balada oriental
- Bo bo bom
- Brasileirinho
- Brincando com o cavaquinho
- Cachopa no frevo
- Camundongo
- Carioquinha
- Cavaquinho seresteiro
- Cinco malucos
- Chiquita
- Chorando escondido
- Chorando calado
- Choro doido
- Choro novo em dó
- Colibri
- Contando tempo
- Contraste
- Conversa fiada
- Dançando em Brasília
- Delicado
- Dobrado, embrulhado e amarrado
- Dois bicudos não se beijam
- Flor do cerrado
- Frevo da lira
- Guarânia sertaneja
- Já é demais
- Jogadinho
- Lamento de um cavaquinho
- Lembrando Chopin
- Longe de você
- Luz e sombra
- Madrigal
- Mágoas de um cavaquinho
- Marcha da espera
- Melodia do céu
- Mengo
- Meu prelúdio
- Minhas mãos, meu cavaquinho
- Minimelodia
- Moderado
- Mr. Downey
- Nosso amor
- Para dançar
- Paulistinha
- Pedacinho do Céu
- Piccina mia
- Pirilampo
- Pois não
- Queira-me bem
- Quitandinha
- Riso de criança
- Sem pretensões
- Sentimento chinês
- Só nostalgia
- Só para dois
- Sonho de criança
- Tema nº 1
- Tempo de criança
- Tic-tac
- Tio Sam
- Turinha
- Uma saudade
- Vê se gostas
- Veraneando
- Você
- Você, carinho e amor
- Vôo do marimbondo
- Waldirizando

## روابط خارجية
- فالدير أزيفيدو على موقع IMDb (الإنجليزية)
- فالدير أزيفيدو على موقع ميوزك برينز (الإنجليزية)
- فالدير أزيفيدو على موقع أول ميوزيك (الإنجليزية)
- فالدير أزيفيدو على موقع ديسكوغز (الإنجليزية)